# La Esperanza (Guatemala)
Pour les articles homonymes, voir La Esperanza et Esperanza.
La Esperanza est une ville du Guatemala située dans le département de Quetzaltenango.